# Estádio da Mata Real
Estádio da Mata Real – stadion piłkarski w Paços de Ferreira, w Portugalii. 

## Charakterystyka
Został otwarty 7 października 1973 roku. Może pomieścić 9076 widzów. Swoje spotkania rozgrywa na nim drużyna FC Paços de Ferreira.